# كأس أرمينيا 2007
كأس أرمينيا 2007 (بالأرمنية: Հայաստանի ֆուտբոլի գավաթ 2007) هو الموسم 16 من كأس أرمينيا. أقيم خلال الفترة 21 مارس 2007 وحتى 9 مايو 2007، وأشرف على تنظيمه اتحاد أرمينيا لكرة القدم، وكان عدد الأندية المشاركة فيه 14، وفاز فيه نادي بانانتس.